# Automatischer Informationsaustausch
Automatischer Informationsaustausch (AIA) ist in Liechtenstein und in der Schweiz der gebräuchliche Name für die Umsetzung einer multilateralen Vereinbarung über den automatischen Informationsaustausch über Finanzkonten (Multilateral Competent Authority Agreement, MCAA).

## Liechtenstein
Das Gesetz über den internationalen automatischen Informationsaustausch in Steuersachen (AIA-Gesetz) bildet die gesetzliche Grundlage in Liechtenstein. Verantwortliche Behörde ist die Steuerverwaltung (STV).

## Schweiz
Das (schweizerische) Staatssekretariat für internationale Finanzfragen ist verantwortlich für die Koordination und die strategische Führung in internationalen Finanz- und Steuerfragen. Dort ist eine Liste derjenigen Staaten und Territorien zu finden, mit denen die Schweiz ein AIA-Abkommen abgeschlossen hat. Ebenso gibt es dort eine schematische Darstellung des AIA, sowie eine vereinfachte Liste der ausgetauschten Informationen. Die Eidgenössischen Steuerverwaltung ESTV ist zuständig für den Vollzug des AIA.
Als schweizerische Steueridentifikationsnummer von juristischen Personen wird die Unternehmens-Identifikationsnummer verwendet. Als schweizerische Steueridentifikationsnummer von natürlichen Personen wird die AHV-Nummer verwendet, was vom Eidgenössischen Datenschutzbeauftragten (EDÖB) kritisiert wurde.
Im Jahr 2019 tauschte die Schweiz mit 75 Staaten Informationen zu rund 3,1 Millionen Finanzkonten aus. Im selben Jahr haben die Selbstanzeigen auf rund 14.600 weiter abgenommen; 2017 waren es noch über 50.000.
Der Staatsrechtsprofessor Rainer J. Schweizer kritisierte 2017, dass im Falle «problematischer» Länder, in welchen nicht genügend Rechtssicherheit insbesondere in Sachen Datenschutz gewährleistet sei, kein automatischer Informationsaustausch angebracht sei.

## Weitere Länder
In Deutschland ist das Thema eher unter dem Begriff Common Reporting Standard (CRS) bekannt.